# Vombisidris acherdos
Vombisidris acherdos é uma espécie de formiga do gênero Vombisidris, pertencente à subfamília Myrmicinae.